# Diceratostele
Diceratostele es un género monotípico de orquídeas de hábito terrestre. Su única especie, Diceratostele gabonensis Summerh. y es el único género de V. Es originario de la región tropical occidental de África, principalmente de Liberia, Costa de Marfil, Camerún, Gabón y Congo.